# Nacho Pérez
Nacho Pérez (Madrid, 7 novembre 1990) è un attore spagnolo, famoso per aver recitato nel film La mala educación.

## Filmografia
- La mala educación (La mala educación) (2004)
- Los Serrano, nell'episodio "Apechugeision" (2005)
- Ausentes (2005)
- Los simuladores, nell'episodio "El joven simulador" (2006)
- Il destino di un guerriero (Alatriste) (2006)
- Génesis, en la mente del asesino, nell'episodio "Caza mayor" (2007)
- Cuenta atrás, nell'episodio "Instituto Bretón, 09:23 horas" (2007)
- Hospital Central, negli episodi "Si hay que llegar, se llega" (2005) e "Despídete por mí" (2007)
- Seis o siete veranos (2007) Cortometraggio
- El comisario, nell'episodio "El susurro de la sangre" (2008)
- Cincuentabarrasdepan (2008) Cortometraggio
- Le mie grosse grasse vacanze greche (My Life in Ruins) (2009)
- Águila Roja, negli episodi 1x8 (2009), 2x1 (2010) e 3x1 (2010)